# Enklávé és exklávé

„C” exklávéja „B”-nek és enklávéja „A”-nak.

„C” exklávéja „B”-nek, de nem enklávéja „A”-nak.

Az enklávé és az exklávé a politikai földrajzban használatos, alapvetően geometriai természetű fogalmak. Az exklávé valamely terület (ország, közigazgatási egység, etnikai közösség által lakott terület stb.) térben elszakított, különálló területdarabja. Az enklávé viszont olyan terület, melyet teljes egészében egy másik terület vesz körbe.
Egy területdarab lehet egyszerre enklávé és exklávé, de ez nem szükségszerű, a két fogalom semmiképp sem szinonima. A Kalinyingrádi terület Oroszország exklávéja, de nem enklávéja egyetlen másik országnak sem, mert nemcsak egy, hanem két ország (Lengyelország, Litvánia), valamint a Balti-tenger határolja. Ezzel szemben Lesotho enklávé, de önálló állam lévén nem exklávéja más államnak.
A két fogalom eredetileg államterületekre vonatkozott, a diplomáciai zsargonba a szakterület lingua francájából, a franciából került át a többi nyelvbe. A francia szó története a latin inclavatusig vezethető vissza, melynek jelentése: kulccsal bezárt (terület). Az exklávé szót az előbbinek logikai kiterjesztéseként három évszázaddal később hozták létre.
Az állami szintű enklávék általában történelmi, politikai vagy földrajzi kényszerűségből jöttek létre. Mivel az enklávék és az ott élő lakosság ügyeinek kezelése mind az anyaország, mind a körülvevő ország számára kényelmetlenségekkel jár, ezért az államok általában nem törekedtek és törekednek ilyen területek létrehozására. A részes államok a kialakuló enklávékat gyakran számolják fel területcserével vagy az anyaországhoz kapcsolódó korridor létrehozásával.

## Valódi enklávék
Ezt a fogalmat olyan független országok esetében használják, melyek egy meghatározott országba való beutazás nélkül nem érhetőek el, és nem rendelkeznek tengerparttal. Erre a legismertebb példa Németország egyesítése előtt Nyugat-Berlin volt, amely de facto Nyugat-Németország exklávéja volt Kelet-Németország területébe ékelődve. De jure Berlin mindegyik részét a négy hatalom egyike irányította.
További példák Európa közepén, Svájc területébe ékelődve a Németországhoz tartozó Schaffhausen környéki Büsingen és az Olaszországhoz tartozó Campione d’Italia, Cassin székhellyel.
Az élet az ilyen területeken helyenként változó. Ma a modern európai enklávék (például San Marino, Vatikán) nem akadályozzák a szabad mozgást az országokon belül és közöttük. 
Az Amerikai Egyesült Államoknak is van exklávéja, Alaszka, ami bár egy országgal (Kanadával) határos, de mégsem enklávé, mert van tengerpartja. Érdekesség hogy itt van az Amerikai Egyesült Államok legmagasabb pontja. Dániának is van exklávéja, a földrajzilag Észak-Amerikához tartozó Grönland és a Hans-sziget déli fele (Az északi fele Kanada területe). Ezek sem enklávék, mert szigetek.

## Enklávé országok

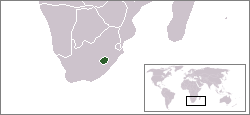
Lesotho (a térképen zölddel) teljes egészében a Dél-afrikai Köztársaság belsejében van.

Néhány enklávé a saját jogán független ország, melyet teljes egészében egy ország vesz körül. Ezek a területek nem exklávék. Jelenleg három ilyen szuverén állam létezik:
- San Marino köztársasága és  Vatikán monarchiája Olaszország enklávéja, Vatikán ráadásul még Rómáé is.
- Lesotho királysága a Dél-afrikai Köztársaság enklávéja.

## Praktikus szempontból enklávék és exklávék

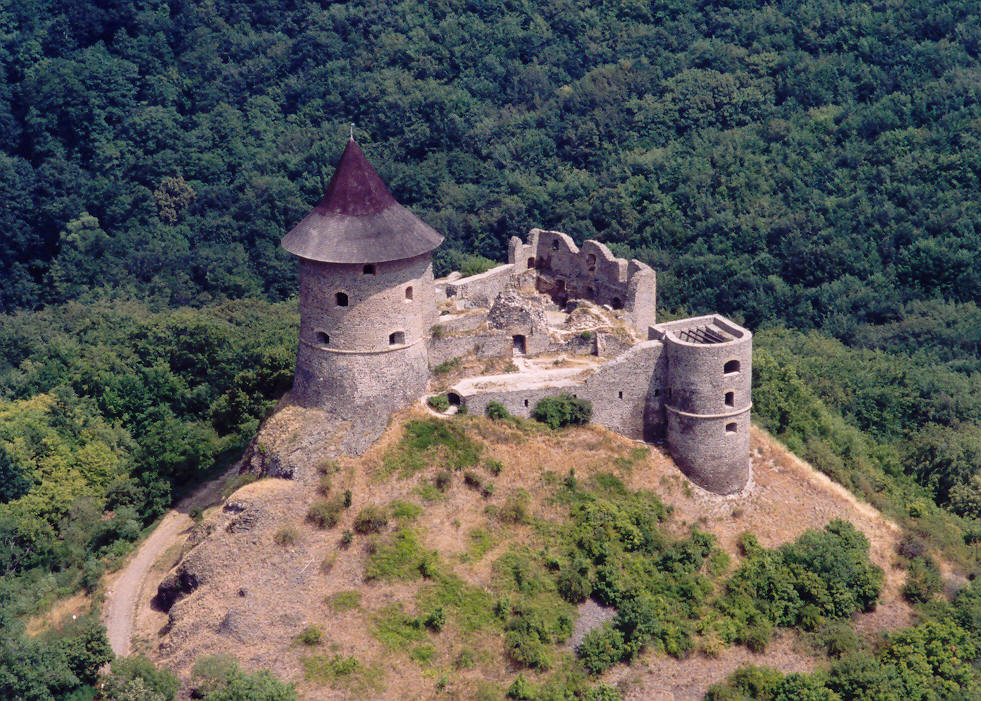
Somoskő vára légifotón (Szlovákia a meredek oldalon van)

Néhány terület földrajzilag hozzátartozik az anyaországhoz, mégis a terepviszonyok miatt könnyebb a terület megközelítése egy másik országon keresztül. Kitűnő példa erre Ausztria nyugati része: Kufstein vára Bécsből elindulva Németországon keresztül érhető el a legegyszerűbben. Hasonlóképpen a ma Szlovákiához tartozó somoskői vár is – a többszörös határváltoztatás következtében – magyar területről, Somoskőről közelíthető meg könnyen. Az is elképzelhető, hogy csak a másik országgal van az adott településnek jó minőségű közúti összeköttetése. Ezeket a területeket általában praktikus exklávéknak vagy kvázi-enklávéknak hívják. Ezeket a területeket csak egy rendkívül vékony földterület köti össze az anyaország nagyobb területével.

## Országon belüli enklávék és exklávék

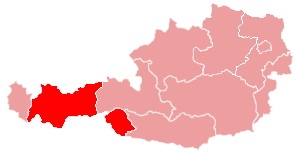
Nyugat- és Kelet-Tirol

Néha közigazgatási vagy történelmi okokból kialakulnak olyan területek, melyek egy adott körzethez tartoznak, de a mindennapi élet szempontjából más területtel szorosabb kapcsolatokat ápolnak. Ilyen például Ausztriában Kelet-Tirol, mely Tirol tartomány része, de az első világháborús határváltozások elszakítottak a tartomány törzsterületétől.

### Enklávék és exklávék Magyarországon
Magyarország államhatárai egyetlen összefüggő vonalat alkotnak, az államterület egyetlen darabból áll és a határokon belül minden terület Magyarország része. Ebből következően állami szintű enklávé nincs Magyarország területén, és az országnak nincs exklávéja.
A közigazgatási beosztáshoz kapcsolódóan azonban számos enklávé és exklávé található az ország területén. Enklávét képez például a Hajdú-Bihar vármegyei Vekerd, amit minden irányból Zsáka vesz körül, vagy Kalocsa Meszesidunapart nevű része, melyet viszont éppen Foktő területe vesz körül. Különleges eset Pér Mindszentpuszta nevű településrésze, amit kizárólag mezőörsi külterületek vesznek körbe, viszont 2022-ben kiderült, hogy az 1989-ben Pérhez történt csatolás jogilag nem érvényes.
Exklávéja viszont több településnek van, többek között Büttösnek, Foktőnek (Kisfoktő), Hajdúszoboszlónak, Kalocsának (az előbb említett Meszesidunapart), Litérnek, Márianosztrának, Mihálygergének, Orosházának, vagy Tatának (az 1985-ben hozzácsatolt Agostyán). Csanádpalotának nincs szigorú értelemben vett exklávéja, de a település területének egy része csak egy nagyon vékony szakaszon csatlakozik a többihez. Hasonló praktikus exklávéval rendelkezik a Győr-Moson-Sopron vármegyei Szil, és a Heves vármegyei Aldebrő község is. 
Egyik magyar vármegyének sincs enklávéja vagy exklávéja, kivéve Pest vármegyét, mely teljes egészében körbeveszi a hozzá nem tartozó Budapestet, így a főváros a vármegye enklávéja.

## Nemzetiségi enklávék
Az etnikai enklávé olyan terület egy országon belül, ahol elsősorban egy meghatározható etnikumhoz tartozó emberek élnek, mely nem része a többségi etnikumnak. Ilyen például a csángó magyarok jelenléte Moldvában vagy a baszk nép Spanyolország északi részén. Ezeknek a területeknek lehet teljesen különálló nyelvük, kultúrájuk, gazdaságuk.
Semmiképp nem sorolhatjuk ebbe a csoportba a migrációs folyamatok eredményeképpen betelepülő külföldieket, még akkor sem, ha szükségszerűen saját honfitársaik közelében, egy jól körülhatárolható területen telepednek le és élnek (például kínai városrész), ezen nemzetiségeknek ugyanis általában megmarad saját állampolgársága.

## Területenkívüliség
A külképviseletek és a katonai bázisok általában nem alanyai a fogadó ország jogrendszerének, tekintettel arra, hogy nemzetközi szerződések értelmében a fogadó ország részükre különböző szintű kiváltságokat és mentességeket biztosít. A fogadó ország jogrendszere azonban rájuk is kiterjed, a terület vezetőjének kérésére a fogadó ország a jogszabályban biztosított védelmet köteles biztosítani (például rendőrségi nyomozás, tűzoltás stb.). 
Ezek a területek nem számítanak valódi enklávéknak, mivel a fogadó ország területéhez tartoznak.
Ilyenek például:
- az Egyesült Nemzetek Szervezetének a központja az USA területén;
- a NATO politikai központja Brüsszelben, Belgiumban;
- a Máltai lovagrend központja Rómában – vitatott eset, egyesek szerint a Máltai lovagrend önálló állam, ez esetben pedig enklávé;
- Vatikán külső területei (például Castel Gandolfo);
- Szíriában egy török temető, ahol Szulejmán sah nyugszik.

## Más országnak átengedett területek
Egy országon belül egyes meghatározott területeket valamilyen okból más ország birtokol, és ezeknek a területeknek általában valamilyen privilégiumuk van, például nem kell adót fizetniük. Ezek a területek nem enklávék és nem élveznek területenkívüliséget.
Erre példa:
- Napóleon eredeti sírhelyét Longwoodon (Szent Ilonán) az Egyesült Királyság Franciaország részére átengedte,
- Victor Hugo háza Guernsey szigetén (Saint Peter Porton) Párizshoz tartozik.

## Enklávék, amik egyben exklávék is
- Argentína – Isla Martin Garcia (d. sz. 34° 11′, ny. h. 58° 16′34.183333°S 58.266667°W), melyet Uruguay fennhatósága alatt álló víz vesz körül teljes egészében. Ezen kívül Apipé szigete is hasonló helyzetű, de ott Paraguay fennhatósága alatt állnak a határoló vizek.
- Azerbajdzsán – Arcvasen (é. sz. 40° 38′, k. h. 45° 31′40.633333°N 45.516667°E), egy örmény exklávé, mely Azerbajdzsán északnyugati részén található.
- Belgium/Hollandia – 22 belga és 7 holland terület Baarle-Hertog és Baarle-Nassau városoknál
- Belgium/Németország - 5 német enklávé Belgium területén Aachentől délre (egy ma már használaton kívüli vasútvonal és tartozékai Belgiumhoz tartoznak, tőle nyugatra német területek)
- Bosznia-Hercegovina – Sastavci község, teljesen szerb területtől övezve
- Ciprus – Ormidhia és Xylotymvou városok, Akrotíri és Dekélia határolja el őket Ciprus területétől
- Kirgizisztán/Tádzsikisztán/Üzbegisztán – a Ferganai-völgyben 11 különböző enklávé
- Malawi – Chizumulu-sziget mozambiki területtől övezve
- Németország – Büsingen am Hochrhein (é. sz. 47° 42′, k. h. 8° 42′47.700000°N 8.700000°E) egy német exklávé Schaffhausen kantonon belül, Észak-Svájcban.
- Nyugat-Berlin – egyes értelmezések szerint az NSZK exklávéja volt az NDK-n belül.
- Olaszország – Campione városa (é. sz. 45° 58′, k. h. 8° 58′45.966667°N 8.966667°E) egy olasz exklávé Svájcon belül, Ticino kantonban. A város közigazgatásilag Svájchoz tartozik, a lakók a svájci fizetőeszközt használják, és semmilyen adót nem fizetnek Olaszországnak, de a terület olasz fennhatóság alatt áll.
- Omán/Egyesült Arab Emírségek – Madha ománi terület, Nahwa, EAE-terület
- Oroszország – Medvezsje-Szanykovo belarusz területen
- Örményország – Örményországban kettő azeri exklávé található. Barxudarli (é. sz. 41° 00′, k. h. 45° 13′41.000000°N 45.216667°E) és Yuxari Askipara (é. sz. 41° 04′, k. h. 45° 01′41.066667°N 45.016667°E) Északkelet-Örményországban.
- Spanyolország – Llívia városa (é. sz. 42° 28′, k. h. 1° 59′42.466667°N 1.983333°E) egy exklávé Dél-Franciaországban, Font-Romeu-Odeillo-Via közelében, Andorrától keletre.